# 小島城 (飛騨国)
小島城（こじまじょう）は、岐阜県飛騨市古川町・沼町にあった中世の日本の城（山城）。姉小路小島氏が本拠（本城）とした。国の史跡に指定されている（史跡「姉小路氏城跡」のうち）。

## 概要
越中西街道と神岡街道に挟まれて宮川の低地に西向きに突き出した標高620メートルの山頂に位置する。
姉小路氏綱が、後醍醐天皇より飛騨国司に補任され、当城に入ってこの地を治める。小島城は宗家小島家の居城として8代、250年間続いた。1411年（応永18年）の飛騨の乱に際し、姉小路尹綱（古川尹綱）が当城で室町幕府軍と交戦したとされる。
姉小路氏は、1585年（天正13年）に豊臣秀吉の命を受けた金森氏（金森長近）の侵攻により滅ぼされたとされ、小島城は金森氏により改修を受けていると考えられている。
1959年（昭和34年）11月16日に岐阜県指定史跡に指定され、2024年（令和6年）2月21日に国の史跡に指定された（史跡「姉小路氏城跡」のうち）。

## 城郭
石垣、土塁、郭、堀、櫓台（天守台）、虎口が残る。

## 逸話
- 城内には小島古城があり、姉小路氏当初の城・居館とされる。
- 麓には居館・御所である柳の御所があり、現在は御所桜の観光地となっている。